# 花園街

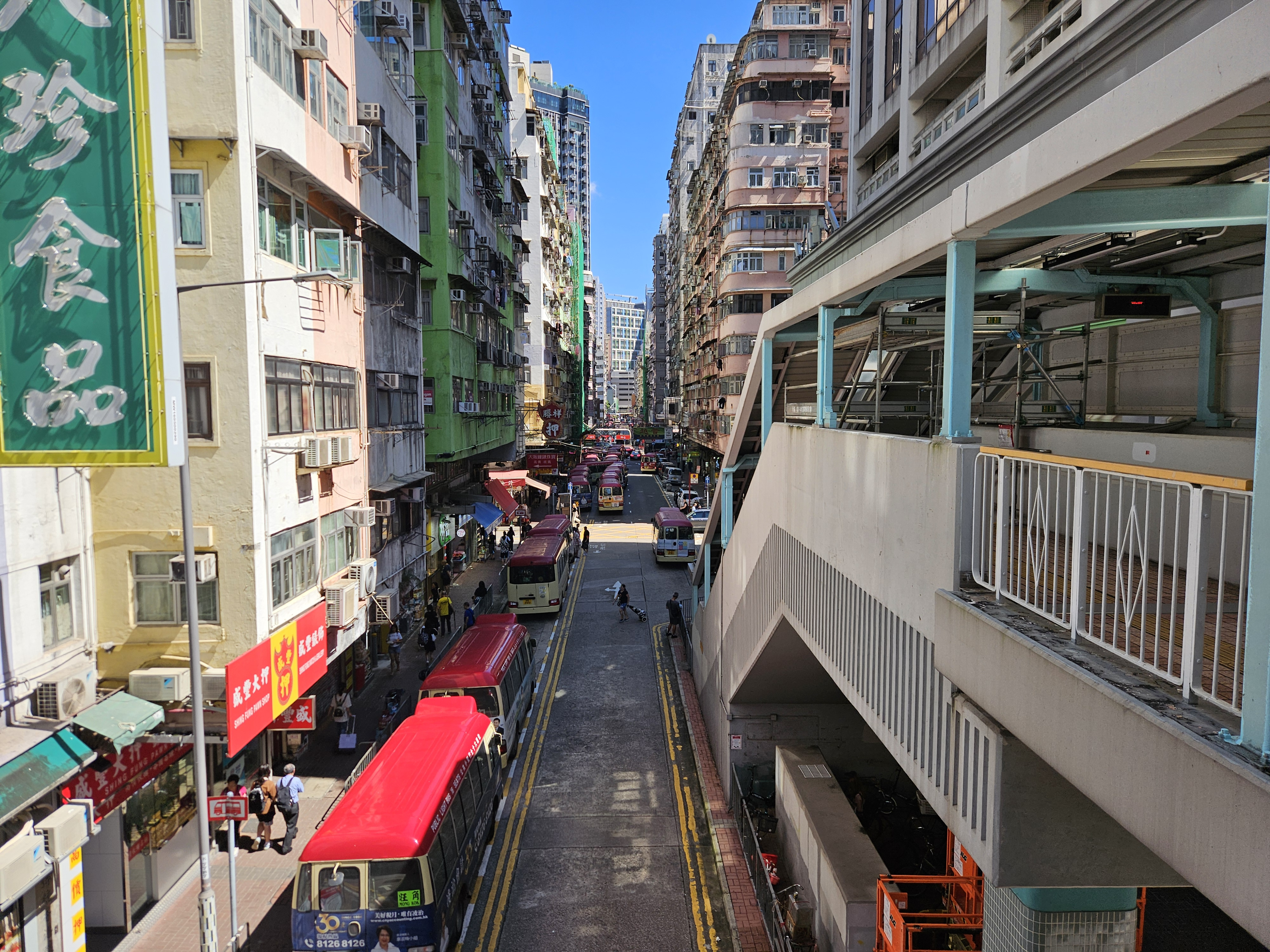
花園街南面近花園街街市（2024年8月）

花園街（英語：Fa Yuen Street）是香港油尖旺區的一條富有特色的街道，位於九龍旺角東部，北至界限街，南至登打士街，與通菜街及洗衣街等街道平行。
現時這條街道是香港著名的購物區之一。位於亞皆老街以南的一段花園街，也就是「波鞋街」，整條街約150米長，有50多間售賣運動鞋和運動用品的店舖。旺角道至太子道西一段則為排檔區，售賣成衣、蔬菜和水果等。花園街一共分成三段。
明清時代，花園街是芒角村栽種花卉的地方。此外，根據歷史專家鄭寶鴻的考證：花園街曾是1910年代東方殷琴拿煙廠的花園。

## 縱火案
自2005年起，花園街一帶最少發生5宗縱火案，當中4宗涉及排檔起火。

### 2010年
2010年12月6日，花園街222號一個賣鞋的排檔於凌晨5時許首先起火，濃煙湧往旁邊住宅大廈，消防接報4分鐘即抵達，到場後5分鐘便迅速把火警升為三級，並動員200人協助救援。由於附近大廈有大量住客被濃煙圍困，消防員需逐個單位破門進入搜查，其間協助疏散近500名居民，其中39名住客要由消防員救離。火場面積一度達3米乘70米，焚燒約5小時，至早上10時半始救熄，超過50個排檔及30間商舖遭焚毀。
事件中共有7人受傷送院，大多為吸入濃煙不適。有攤檔賣衣履鞋襪的租戶表示，原打算趁天氣轉冷，便大量購入了冬天衣物，連同早前花費近5萬元裝修攤檔，她估計今次損失將逾10萬元。攤檔店主批評政府由得攤檔小販「自生自滅」。然而，路邊攤檔不設消防裝置（例如自動灑水系統），一般不獲保險公司承保，所以今次受災的超過50個排檔會血本無歸。
警方起初調查毫無頭緒，及後翻看從現場蒐集得的錄影帶鎖定疑人，4日後向傳媒發放錄影片段及相片，要求市民提供消息，結果不到20小時，即接獲香港仔區街坊舉報，掌握疑人資料，在荃灣一酒樓拘捕涉嫌縱火的32歲男子江志聲。江志聲被警方拘捕後，於2011年2月8日及3月8日在九龍城裁判法院提堂，被控四項縱火罪，之後還柙等候轉介審理。高等法院於同年3月21日判刑時指，被告選擇在人口密集的地方犯案，危害他人性命，亦令消防員和警員的生命有危險。法官考慮到被告有酗酒習慣，並非有計劃縱火，加上認罪，判監6年4個月。

### 2011年
2011年11月30日，此街發生一年內另一場更嚴重的火災，花園街188至198號地下2排排檔發生四級大火，焚燒接近8小時才被撲滅。大火期間多個排檔、被波及的唐樓樓梯和低層單位被嚴重焚毀，唐樓外牆被嚴重燻黑。由於兩排排檔同一時間起火，消防處成立調查小組與西九龍總區重案組共同跟進調查。政府化驗所法證事務部亦有派員到場參加調查。探員亦將會詳細調查，包括翻看閉路電視。警方連日蒐證未發現令火勢蔓延的助燃劑及縱火痕迹，故警方不排除因為電力裝置洩電引致大火的可能性。事件導致9死34傷。

## 沿路著名地點
- 波鞋街
- 花園街市政大廈

## 交匯道路
由南至北：
- 登打士街
- 煙廠街
- 豉油街
- 山東街
- 奶路臣街
- 亞皆老街
- 快富街
- 旺角道
- 弼街
- 水渠道
- 太子道西
- 運動場道
- 界限街

## 圖片集

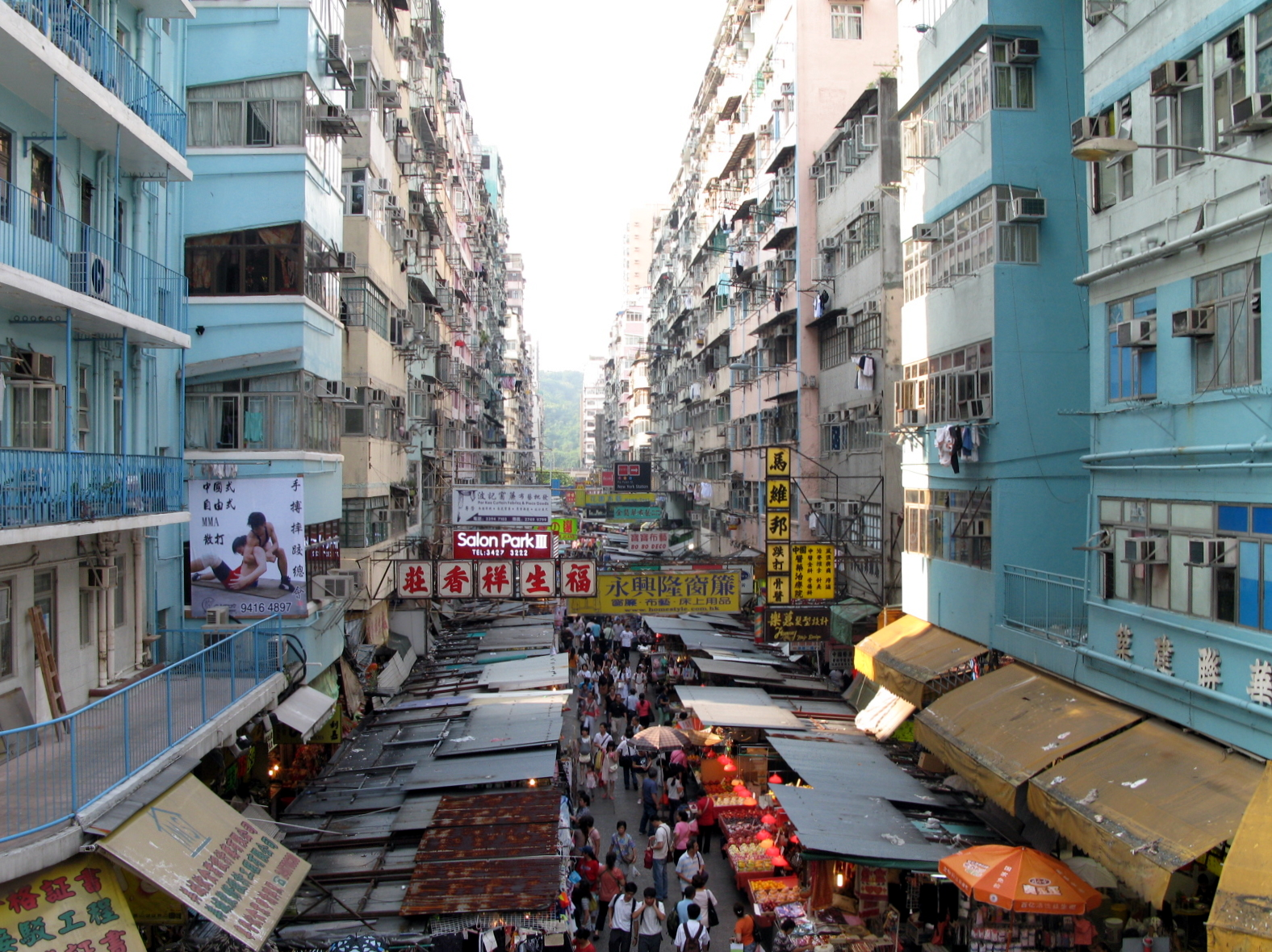
從旺角道北望花園街，兩旁滿佈排檔（2007年）
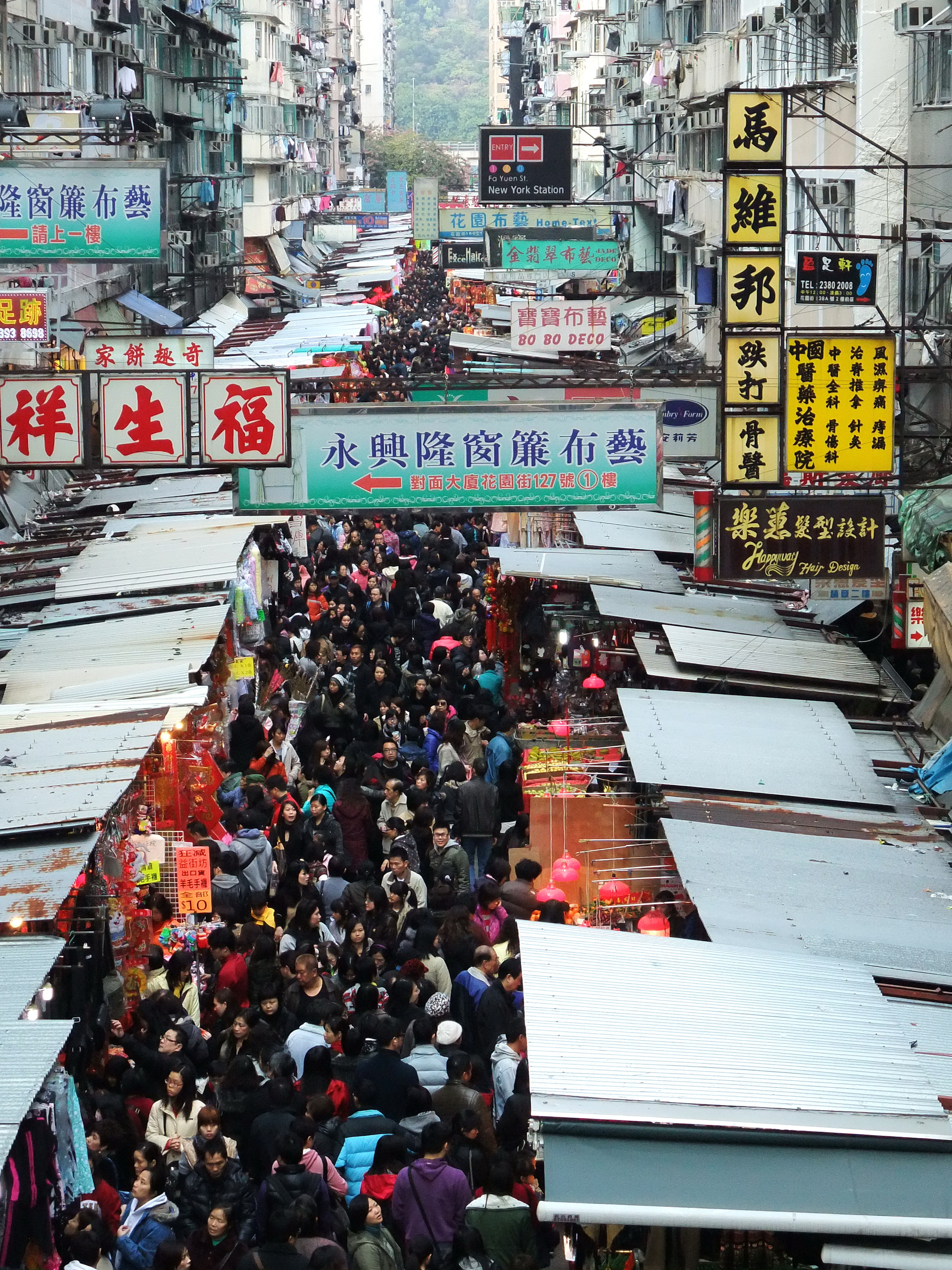
從旺角道北望花園街，兩旁滿佈排檔（2011年）
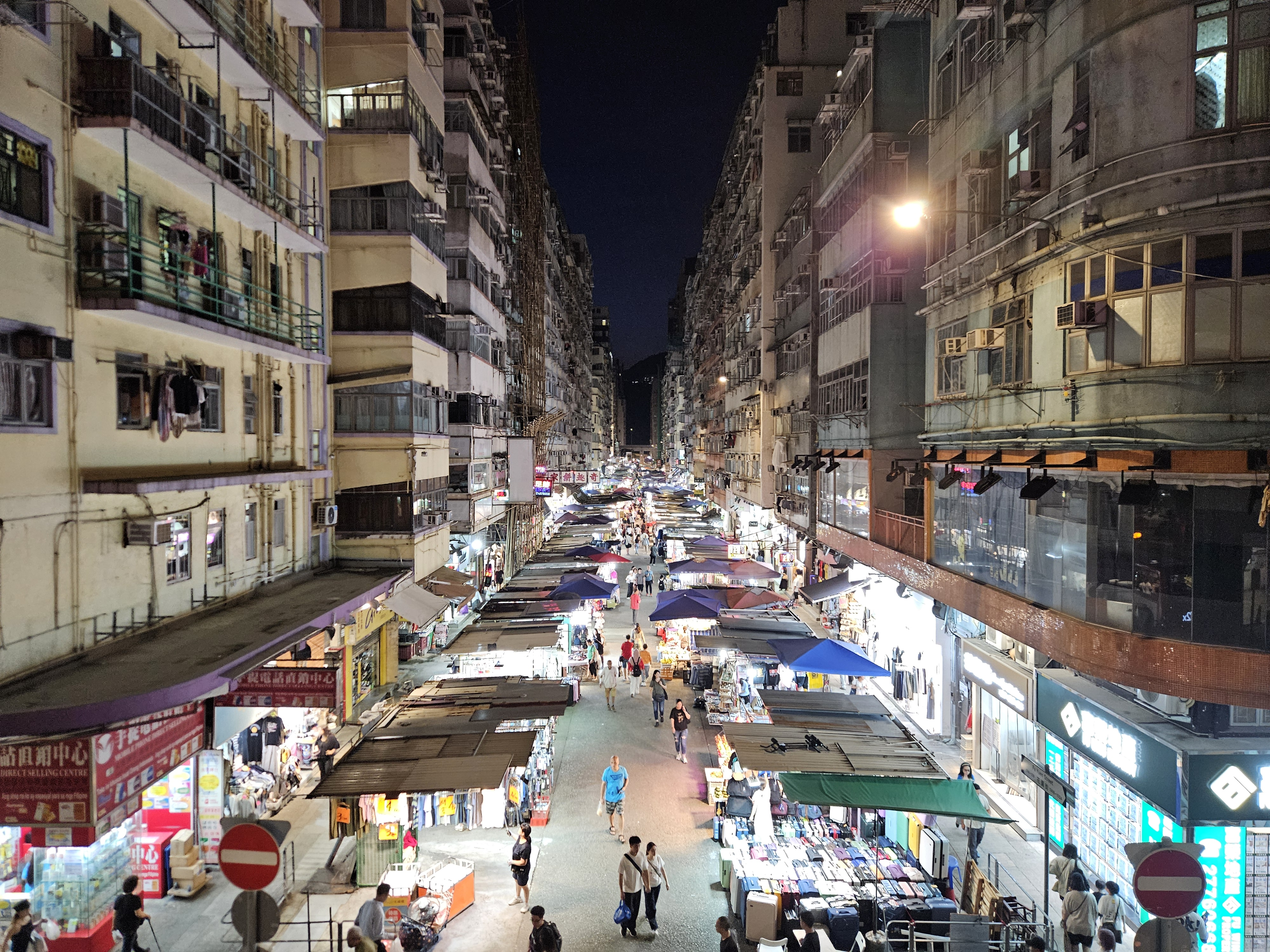
花園街排檔區（2025年）
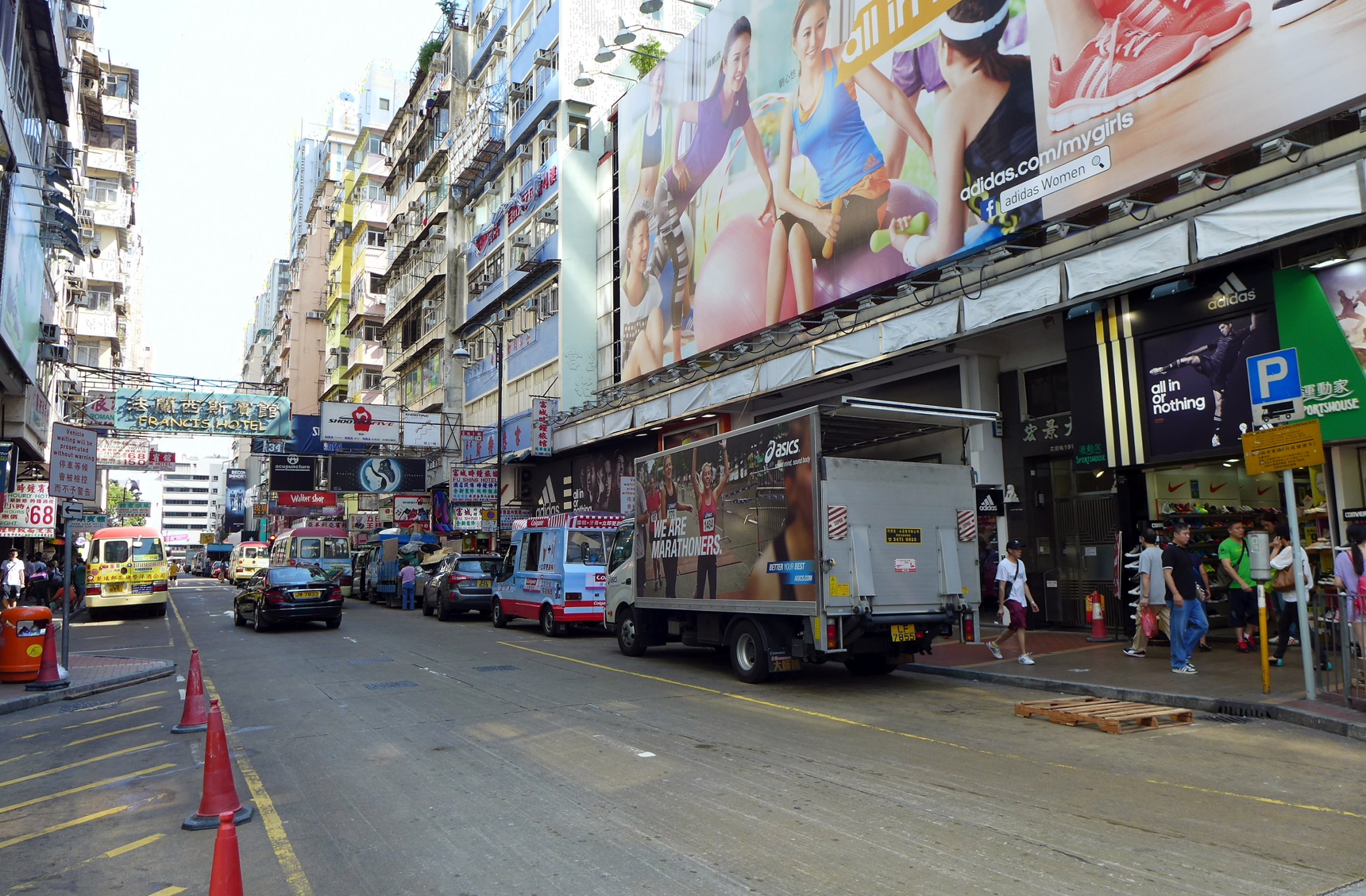
波鞋街運動用品店舖林立（2014年）
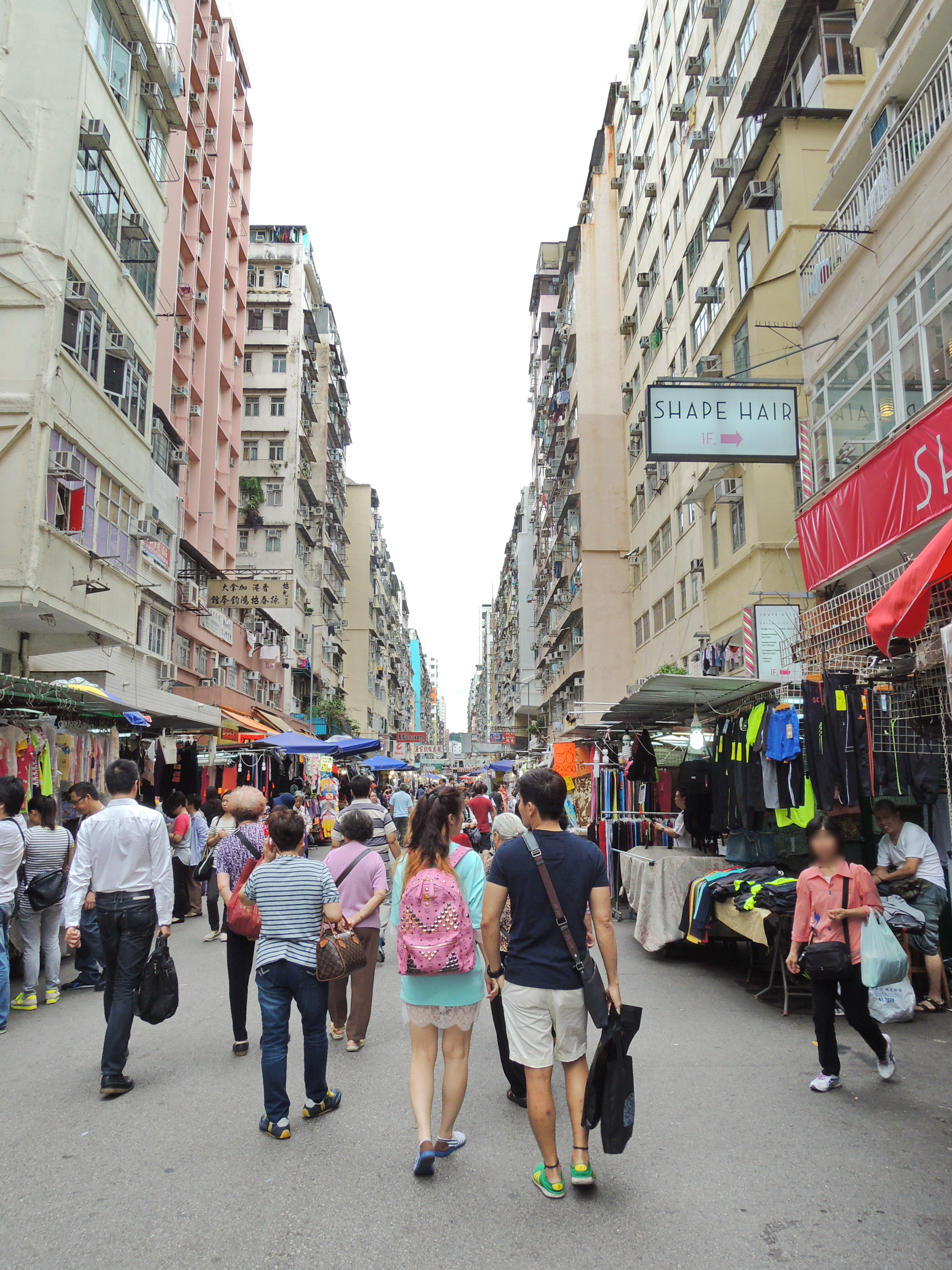
花園街近水渠道一帶（2014年）
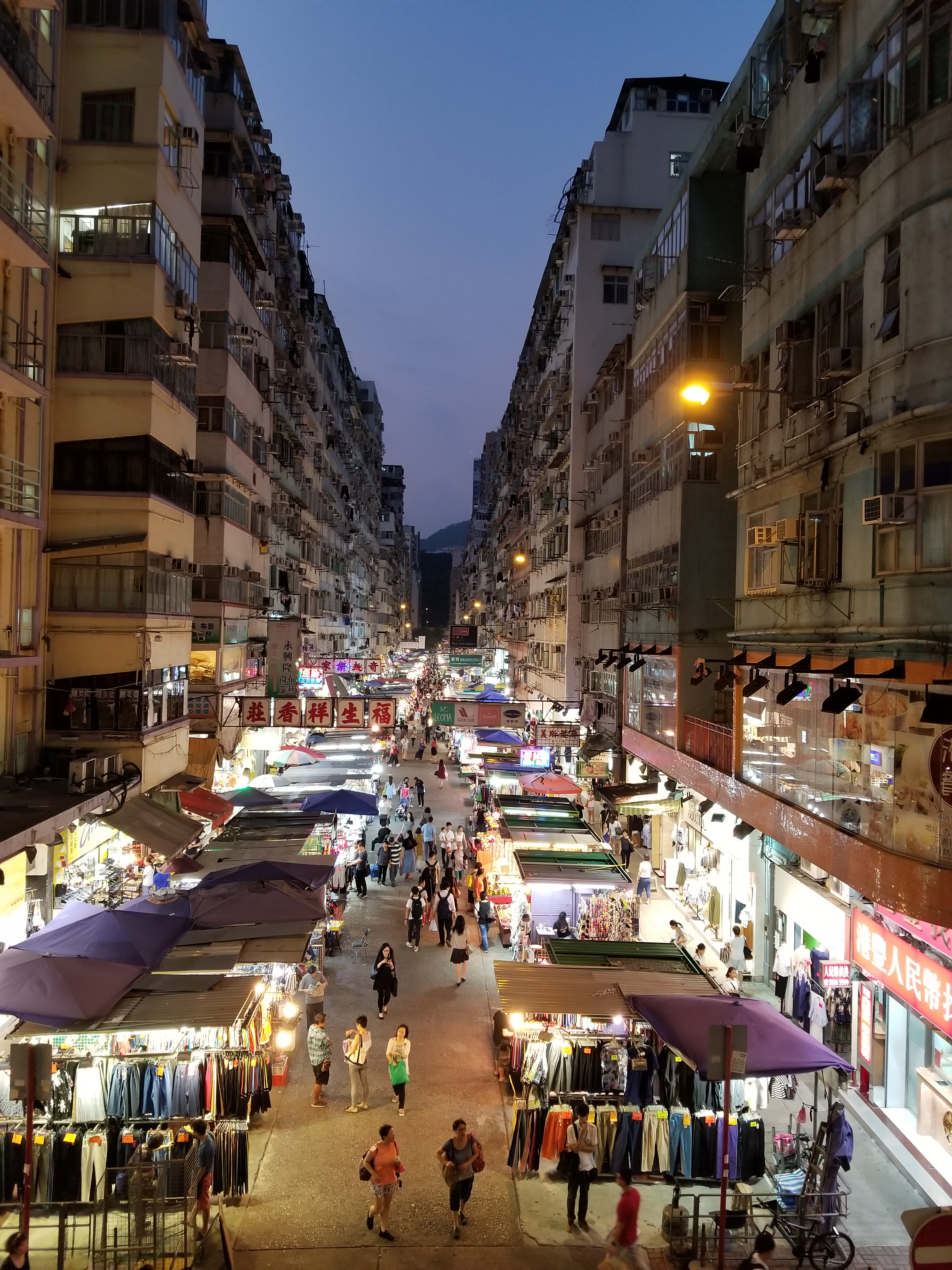
花園街排檔區（2017年）

## 交通
| 交通路線列表                                                                         |
| ------------------------------------------------------------------------------------ |
| 港鐵 - █ 東鐵綫：旺角東站C出口 - █ 觀塘綫、 █ 荃灣綫：太子站B1及B2出口、旺角站B2出口 |

## 外部連結
维基共享资源上的相關多媒體資源：花園街